# Wanzia
Wanzia is een monotypisch geslacht van spinnen uit de  familie van de Cyatholipidae.

## Soort
- Wanzia fako Griswold, 1998